# 체디아니
체디아니(Zeddiani)는 이탈리아 사르데냐 주 오리스타노도에 있는 코무네이다. 칼리아리에서 북서쪽으로 약 100 킬로미터 (62 mi), 오리스타노에서 북쪽으로 약 9 킬로미터 (6 mi) 떨어진 곳에 위치한다. 2004년 12월 31일 기준으로 인구는 1,154명이며 면적은 11.9 제곱킬로미터 (4.6 mi2)이다.
체디아니는 다음 코무네와 접한다: 바라틸리산피에트로, 오리스타노, 산베로밀리스, 시아마조레, 트라마차.
이 마을에서는 매년 8월 첫째 일요일에 토마토 축제 "라 사그라 델 포모도로(La Sagra del Pomodoro)"가 열린다.